# Kovácsi János
Kovácsi János (Budapest, 1949. február 20.) magyar filmrendező.

## Életpályája
1968–1973 között az ELTE BTK olasz-spanyol szakos hallgatója, 1970–75 között az Universitas Együttes műfordítója és grafikusa volt. 1975–79 között a Színház- és Filmművészeti Főiskola hallgatója volt Fábri Zoltán osztályában. 1980–1987 között a Színház- és Filmművészeti Főiskola tanársegédje, 1987-től adjunktusa volt. 1992-től az USA-ban él. 1993 óta az Észak-Karolinai Művészeti Főiskola filmiskolájának tanszékvezetője. 2007-ben doktorált a Színház- és Filmművészeti Egyetemen.
A főiskolai tanulmányai alatt és után a Mafilm rendezőasszisztense, majd több nagyjátékfilm és színpadi mű írója, társírója, rendezője. Számos dokumentum- és játékfilmet készített a Magyar Televíziónak is. Vendégelőadó volt Skandináviában, a Benelux-államokban, Spanyolországban, Olaszországban, Közel-Keleten, Ausztráliában, valamint Észak- és Közép-Amerikában.

## Színházi munkái
A Színházi Adattárban regisztrált bemutatóinak száma: műfordítóként: 2; rendezőként: 2

### Műfordítóként
- Moretti: Három majom a pohárban (1973, 1991)

### Rendezőként
- Várkonyi Mátyás: Sztárcsinálók (1981)
- Várkonyi Mátyás: Farkasok (1983)

## Filmjei
- Chicago System (1975)
- Marathon (1976)
- Nyuszikák (1977)
- Vasárnapi szülők (1980)
- Cha-Cha-Cha (1981)
- Csak egy láncszem (1983)
- Farkasok (1983)
- Megfelelő ember kényes feladatra (1985)
- Mocskos élet (2001)

## Díjai
- Tours-i megosztott nagydíj (1977)
- Lille-i Fipresci-díj (1979)
- Az olasz filmforgalmazók díja (1981)
- Helsinki nagydíj (1982)
- New York-i első díj (1982)
- Montevideó-i nagydíj (1993)